# Potencjometr

Uproszczony schemat potencjometru obrotowego

Symbol używany w USA

Potencjometr, rezystor nastawny – występujący w postaci pojedynczego elementu, regulowany dzielnik napięcia. Potencjometr posiada trzy wyprowadzenia, odpowiadające wyprowadzeniom dzielnika napięcia. Dwa z nich połączone są ścieżką o stałym oporze. Trzeci połączony jest ze ślizgaczem, którego położenie na ścieżce można regulować. Ścieżkę oporową wykonuje się z węgla, cermetu, tworzyw sztucznych lub zwojów drutu oporowego.

## Zasada działania

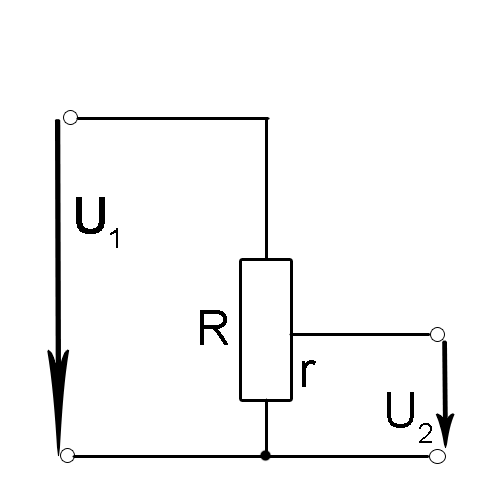
Potencjometr jako dzielnik napięcia

Potencjometr działa na zasadzie klasycznego dzielnika napięcia. Typowym zastosowaniem potencjometrów jest regulacja prądu lub napięcia w urządzeniach elektrycznych np. głośności w sprzęcie audio, ale także w przemyśle i komunikacji (regulacja prędkości obrotowej silników, na przykład tramwajowych).
Wykonuje się także potencjometry sprzężone podwójne (dwa identyczne elektrycznie potencjometry na wspólnej osi – przydatne szczególnie przy urządzeniach stereofonicznych), potencjometry sprzężone współosiowe (dwa różne potencjometry, jeden uruchamiany osią wewnętrzną, drugi uruchamiany współosiową tuleją – takie potencjometry wykorzystywane bywają w urządzeniach audio, kiedy podwójną gałką reguluje się np. siłę głosu i barwę głosu) oraz wieloobrotowe (precyzyjne). Do potencjometru bywa także czasem zamocowany wyłącznik elektryczny, uruchamiany krzywką przykręconą do osi potencjometru. Takie rozwiązanie umożliwia włączanie i wyłączanie urządzenia elektronicznego w skrajnym położeniu obrotu osi potencjometru – najczęściej w takim, w którym siła głosu jest minimalna. Podobnie, kiedy potencjometrem płynnie steruje się obrotami silnika elektrycznego – wówczas wyłączanie silnika odbywa się przy skrajnie małych jego obrotach.
Ze względu na zależność oporu od położenia ślizgacza wyróżnia się potencjometry liniowe, gdzie opór liniowo zależy od położenia suwaka, logarytmiczne o zależności wykładniczej, ze względu na logarytmiczną czułość ucha (w ten sposób człowiek ma wrażenie, że głośność regulowana jest w sposób liniowy) stosowane do regulacji głośności,  oraz o charakterystyce logarytmicznej. Oznaczenia literowe nie mają ścisłego związku z charakterystyką potencjometru. Litery te są stosowane zamienne, oraz wielu producentów oznacza nimi również inne parametry potencjometru, np. tolerancję rezystancji, czy tolerancję odchyłu od normatywnej charakterystyki. W oznaczeniach potencjometrów można spotkać litery: A, B, C, D, E, F, G, H, S, T, Y, W, V, jak i oznaczenia składające się z cyfr i liter. Aby jednoznacznie określić charakterystykę potencjometru, należy sprawdzić kod oznaczeń w katalogu producenta, danego modelu potencjometru.

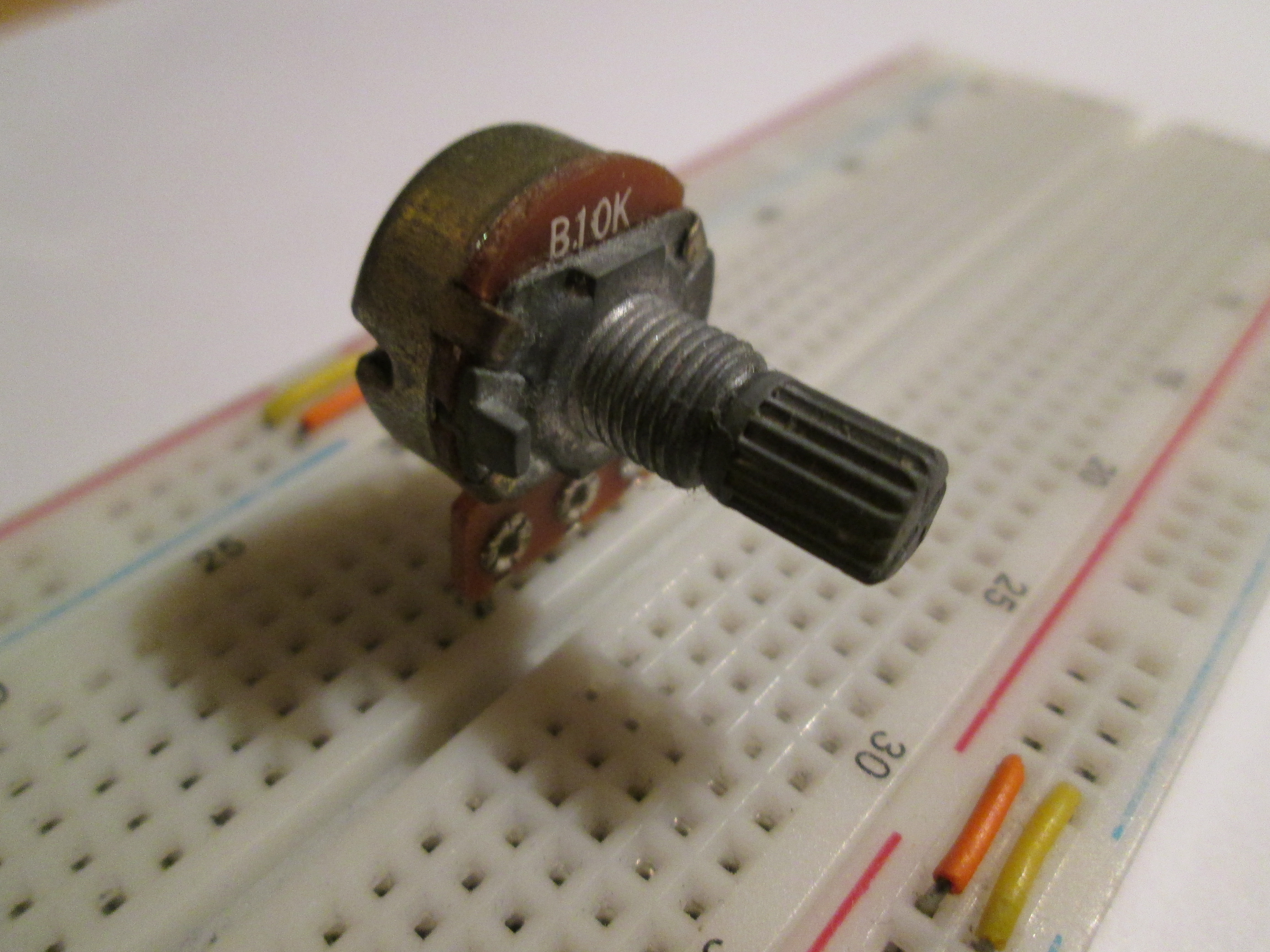
Potencjometr umocowany w prototypowej płytce stykowej.
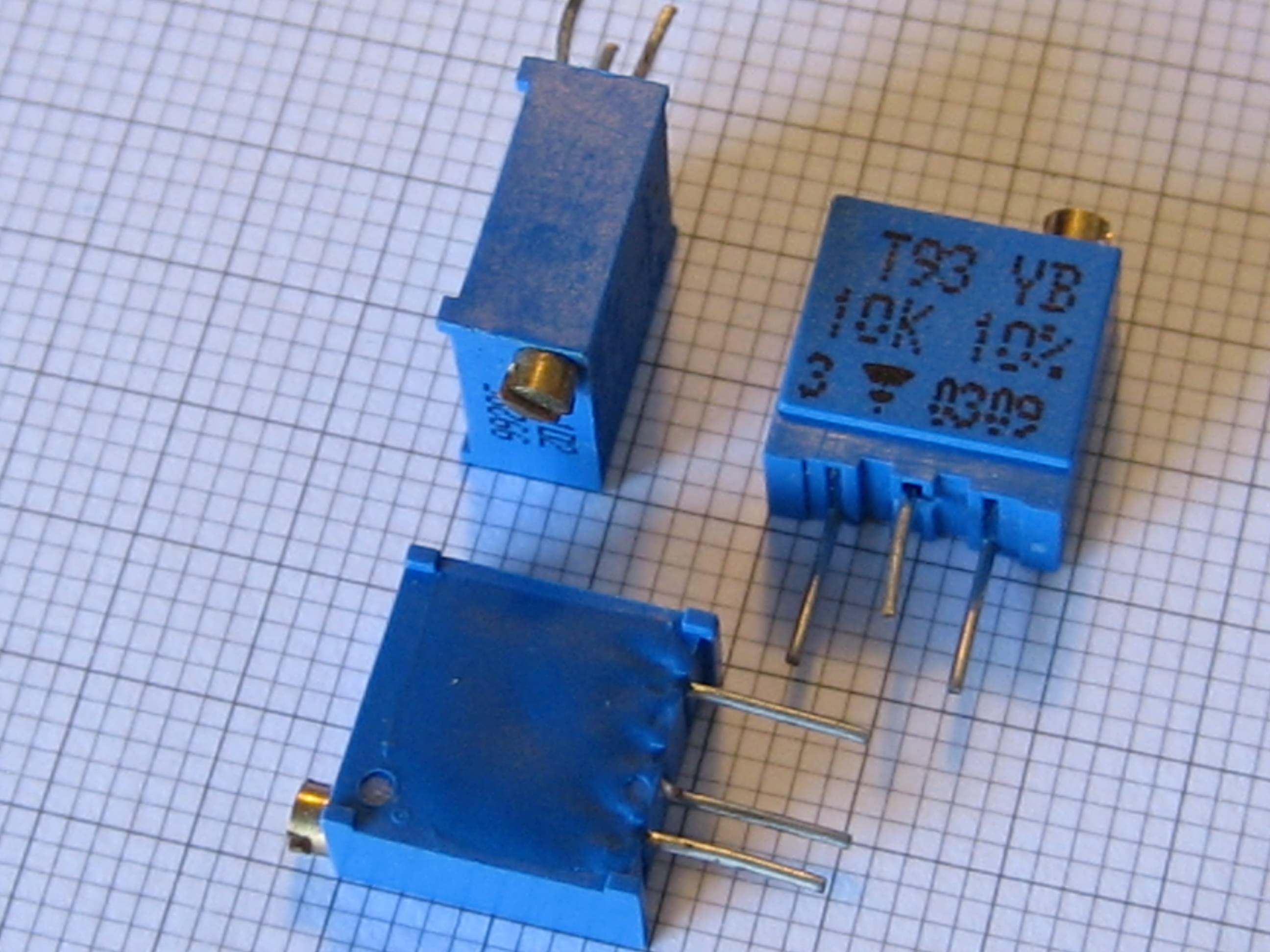
Potencjometry precyzyjne
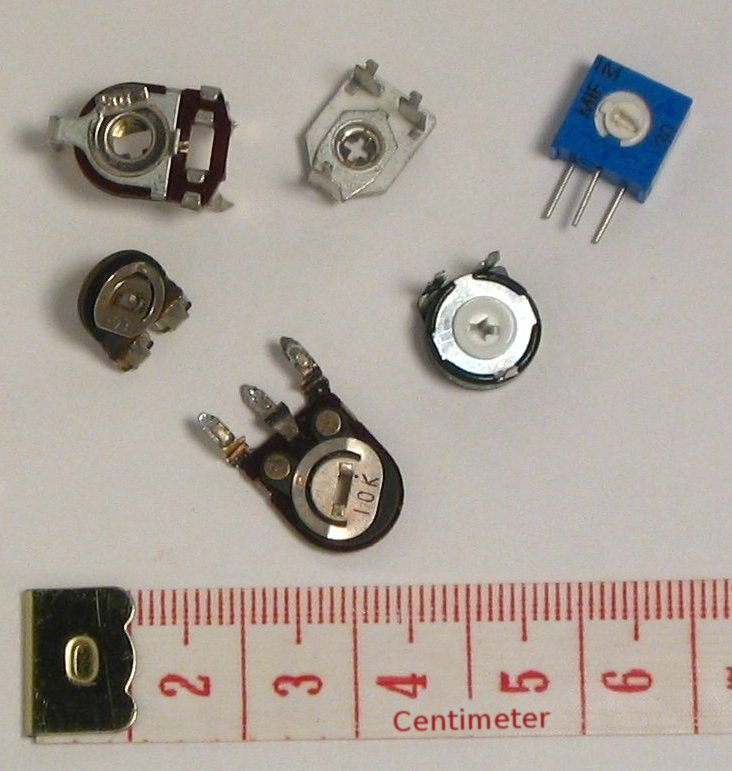
Potencjometry montażowe
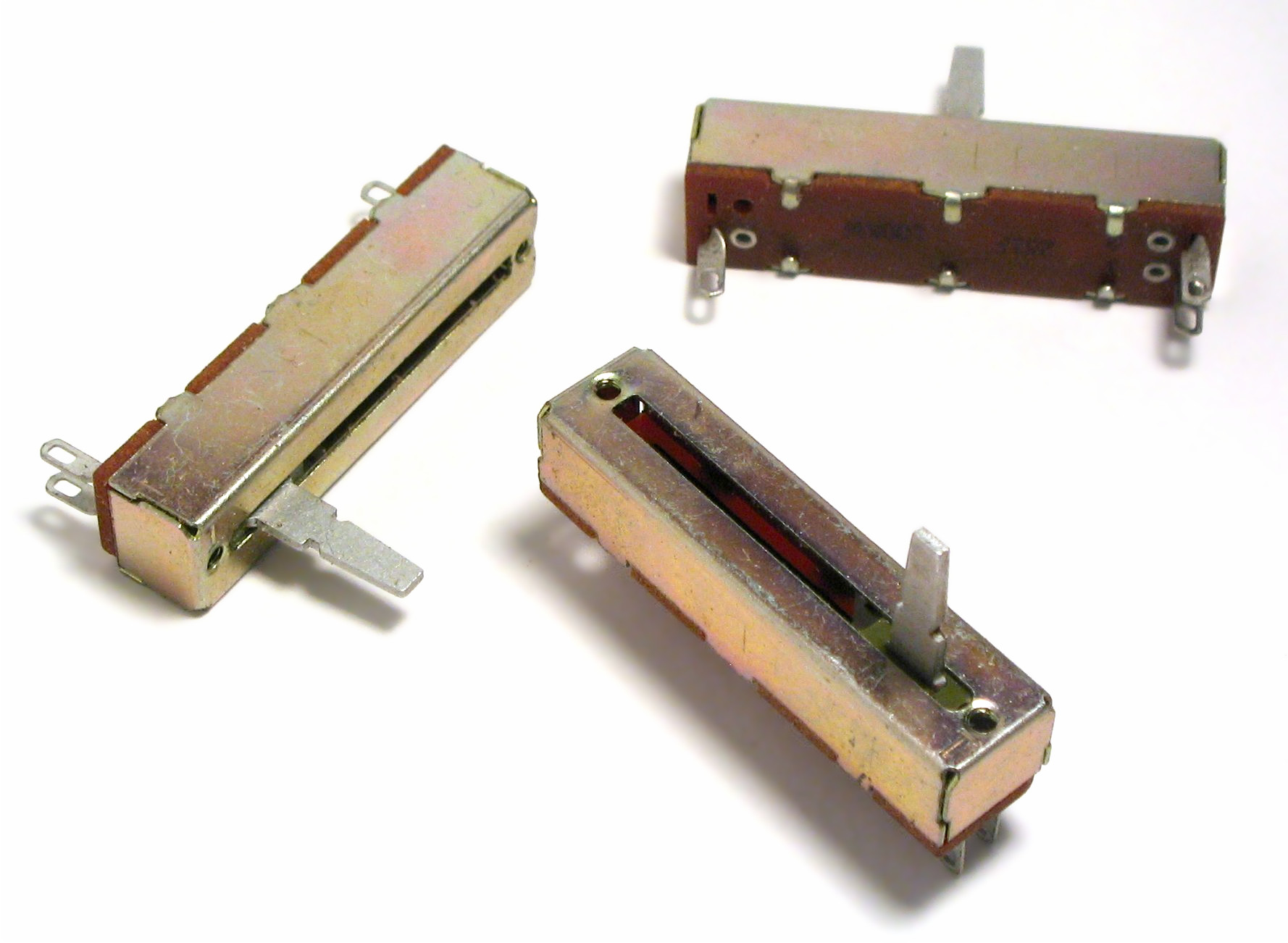
Potencjometry suwakowe

## Zastosowanie
Różnego rodzaju regulatory. Stosuje je się jako np. regulator wzmacniacza dźwięku.

## Potencjometr cyfrowy

### Historia
W roku 1986 w USA firma Milpitas zapoczątkowała produkcję potencjometrów sterowanych cyfrowo. Na monolitycznej płytce układu oznaczonego E2POT znajdowała się sieć rezystorów i pamięć EPROM. Rezystancja potencjometru była sterowana sygnałem z mikroprocesora i mogła zmieniać się od 10 kΩ do 1 MΩ. Potencjometr kosztował 10 dolarów.
Amerykańska firma Xicor wyprodukowała pierwsze potencjometry EEPOT w roku 1987 wykorzystując technologię NMOS. Pomimo dużego poboru energii, znalazły szereg zastosowań i przyjęły się na rynku. W roku 1992 wprowadzono drugą generację
potencjometrów elektronicznych, wykonanych w technologii CMOS, co pozwoliło na znaczne zmniejszenie poboru prądu. W roku 1995 pojawiły się układy o niskim napięciu zasilania (3V). Dalszym krokiem było pojawienie się układów trzeciej
generacji, charakteryzujących się mniejszymi szumami i jeszcze mniejszym poborem mocy.

### Zasada działania
Współczesny potencjometr cyfrowy jest w rzeczywistości zespołem wielu (np. 100) rezystorów i przełączników CMOS. Logiczne układy sterujące włączają odpowiednie klucze odpowiednio do zawartości licznika. W praktyce w strukturze znajduje się od 16 do 256 przełączników, a rezystorów zawsze o jeden mniej. Jeśli wszystkie rezystory składowe są jednakowe, uzyskuje się potencjometr o charakterystyce liniowej. Do regulacji głośności w urządzeniach audio lepiej nadają się układy, w których rezystory mają różne wartości, a wypadkowa charakterystyka regulacji ma charakter logarytmiczny (ściślej wykładniczy).
Przewaga układu cyfrowego nad tradycyjnym potencjometrem, polega na braku jakichkolwiek trzasków, zakłóceń lub szumów charakterystycznych dla potencjometrów mechanicznych, szczególnie tych tanich, o nie najlepszej jakości. Ponadto potencjometr cyfrowy zapewnia idealną powtarzalność ustawień, jednak za cenę ograniczenia płynności regulacji do skończonej liczby
kroków.
Układ potencjometru cyfrowego znajduje zastosowanie w sprzęcie elektroakustycznym, takim jak wzmacniacze lub miksery.